# 朱絲綸
朱絲綸，清朝政治人物。浙江長興縣人。
朱絲綸為監生出身。乾隆三十六年（1771年）六月，署任湖南永順府龍山縣知縣。